# Atractus flammigerus
Espèce
Synonymes
- Brachyorrhos flammigerus Boie, 1827
- Geophis alasukai Gasc & Rodrigues, 1980

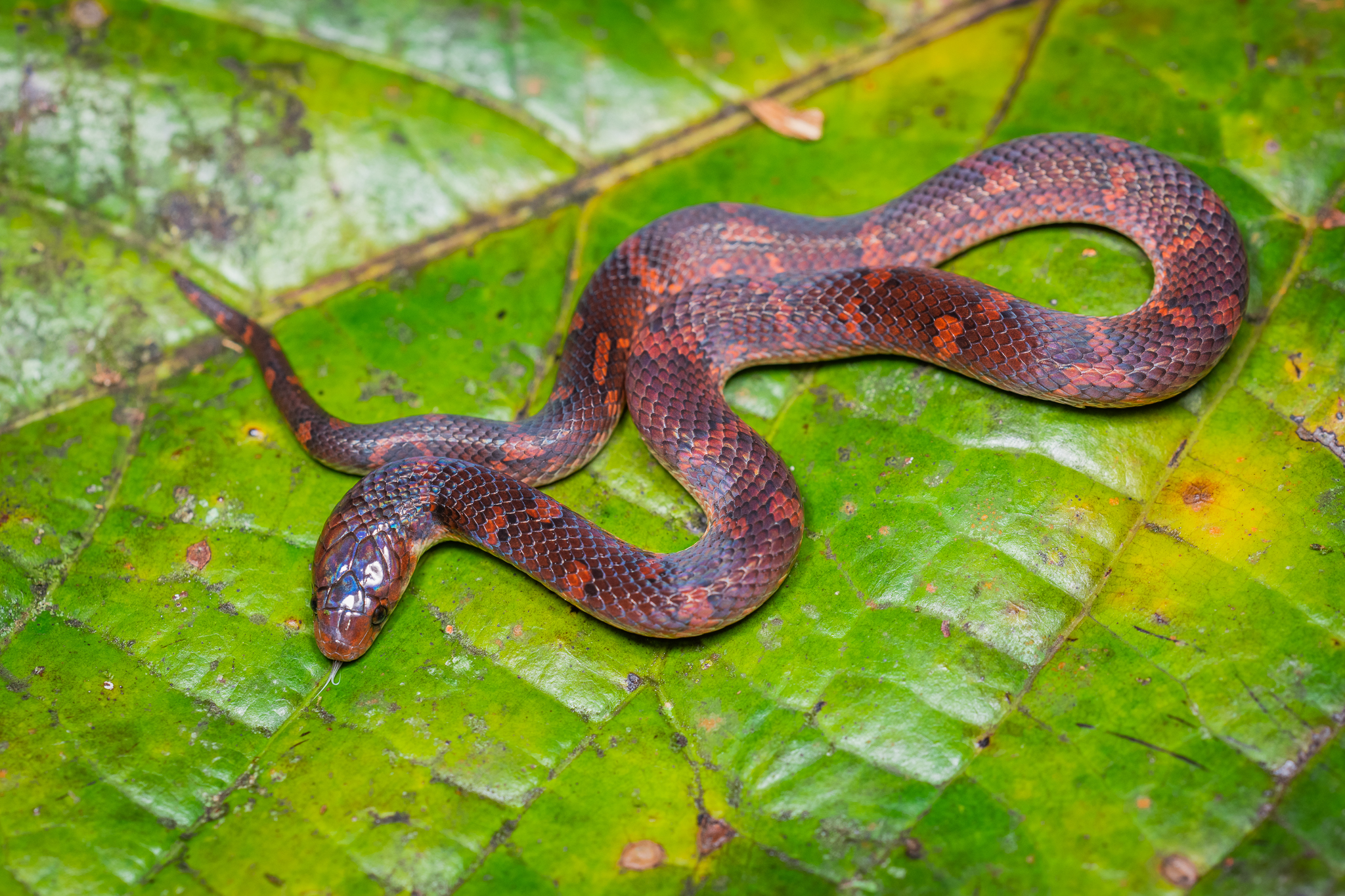

Atractus flammigerus est une espèce de serpents de la famille des Dipsadidae.

## Répartition
Cette espèce se rencontre en Guyane, au Pérou et au Brésil en Amapá, au Pará, en Amazonas et au Rondônia,.

## Publication originale
- Boie, 1827 : Bemerkungen über Merrem's Versuch eines Systems der Amphibien, 1. Lieferung: Ophidier.  Isis von Oken, Jena, vol. 20, p. 508-566 (texte intégral)